# 1800 en droit
Cet article présente les faits marquants de l'année 1800 en droit.

## Événements

### Janvier
- 1er janvier (11 nivôse an VIII) : début officiel du Tribunat, l'une des quatre assemblées instituées par la Constitution de l'an VIII.

### Février
- 17 février : promulgation de la « loi concernant la division du territoire de la République et l'administration », aussi connue sous le nom de loi du 28 pluviôse an VIII. En plus de traiter la division administrative du territoire, elle crée les préfets et met en place une véritable justice administrative (création du conseil de préfecture).

### Août
- 13 août : Napoléon Bonaparte désigne une commission menée par Jean-Jacques Régis de Cambacérès, pour rédiger un projet de Code civil français.

### Septembre
- 30 septembre : signature du traité de Mortefontaine mettant fin à la quasi guerre navale entre les États-Unis et la France. Le traité entrera en vigueur en 1801, après échange des éléments de ratification.